# Flysch Lombardo
Sotto la denominazione informale di Flysch lombardo sono comprese una serie di unità stratigrafiche databili al Cretaceo Superiore, (Cenomaniano-Campaniano), di origine prevalentemente torbiditica.
Il Flysch Lombardo affiora dal Varesotto occidentale al Bresciano occidentale (a Ovest della Val Trompia), ma le aree di affioramento di gran lunga più continue e significative si trovano nel Bergamasco (approssimativamente tra l'Adda e il Lago d'Iseo).
Le unità del Flysch Lombardo sono conosciute sotto denominazioni informali, di significato litostratigrafico, derivate spesso da termini tradizionali dei cavatori (come la “Pietra di Credaro”, una facies del Flysch di Bergamo). I litotipi arenacei o calcarei erano (e in parte sono tuttora) cavati come pietra ornamentale e da costruzione.

## Descrizione e ambiente sedimentario
Si tratta di sedimenti clastici, derivati dalla progressiva erosione della catena alpina durante il suo innalzamento nella fase iniziale dell'orogenesi. Questi sedimenti si deponevano a sud della fascia alpina in sollevamento, in un bacino marino profondo (bacino lombardo), con meccanismi deposizionali di tipo torbiditico, formando una serie di cunei clastici in progressivo ispessimento da Nord Est verso Sud Ovest. Nei settori più prossimi all'area in erosione (a Nord e a Nord Est dell'area di affioramento) abbiamo prevalentemente arenarie e conglomerati, mentre nei settori più distali prevalgono termini a minor granulometria: peliti e marne.

## Rapporti stratigrafici e datazione
I sedimenti clastici torbiditici del cretaceo Superiore si sovrappongono ai precedenti sedimenti emipelagici dell'Aptiano-Albiano (Scaglia Lombarda e Sass de la Luna), mediante una superficie erosiva nelle parti più prossimali dei sistemi torbiditici e mediante una superficie di para-concordanza nei settori più distali.
La nomenclatura stratigrafica è attualmente in fase di revisione. Tuttavia è possibile definire le seguenti unità più importanti (dal basso verso l'alto stratigrafico):
- “torbiditi cenomaniane” (Cenomaniano). Termini stratigrafici ancora privi di un nome formazionale univoco. Arenarie fini, sottilmente stratificate e peliti, comprese entro due livelli calcarei risedimentati; verso SO prevalgono peliti in facies emipelagica.
- "Peliti nere", "Peliti Rosse" (= ”Flysch Rosso”) e Flysch di Pontida (tardo Cenomaniano – Turoniano). Alla base della successione abbiamo peliti nere ricche di materia organica e di silice, con basso tenore in carbonato di calcio, corrispondenti ad un evento anossico correlabile regionalmente su vaste aree (Livello Bonarelli). Seguono sedimenti pelitici rossastri con livelletti arenacei, che passano verso l'alto ad arenarie prevalenti in strati e banchi di spessore metrico con interstrati pelitici. Ambiente in graduale evoluzione da piana sottomarina a conoide torbiditica esterna, indicante un graduale avanzamento (progradazione) dei sistemi torbiditici entro il bacino.
- Arenaria di Sarnico (Coniaciano). Arenarie prevalenti, con livelli conglomeratici. Ambiente di conoide torbiditica intermedia.
- Conglomerato di Sirone (Santoniano). Conglomerati e arenarie prevalenti. Si tratta un insieme di corpi di forma lenticolare, interpretabili come canali torbiditici, che segnano la fase di massima progradazione nel bacino del sistema torbiditico. Ambiente di conoide torbidica interna. Talora nel conglomeratico si rinvengono fossili di rudiste rimaneggiati.[1]
- Flysch di Bergamo e “Pietra di Credaro” (Campaniano). Arenarie prevalenti e alternanze arenaceo-pelitiche. Ambiente di conoide torbiditica esterna. Alla base del Flysch di Bergamo si intercala un livello megatorbiditico di 25–30 m di spessore, il Megabed di Missaglia, originato da un singolo evento deposizionale catastrofico.

Le direzioni di trasporto dei sedimenti torbiditici, dedotte da strutture di paleo-corrente , indicano apporti prevalenti da Est e da Nord Est.
Con il Maastrichtiano (tardo Cretaceo), la sedimentazione clastica grossolana subisce un decremento significativo, a causa di un rallentamento dell'attività orogenica, e si depongono prevalentemente sedimenti calcareo-marnosi in facies di "Scaglia", di ambiente emipelagico, con episodi di ri-sedimentazione costituiti da livelli di calcareniti e calciruditi.